# Sainte-Sabine (Côte-d’Or)
Sainte-Sabine ist eine französische Gemeinde mit 172 Einwohnern (Stand: 1. Januar 2022) im Département Côte-d’Or in der Region Bourgogne-Franche-Comté. Sie gehört zum Kanton Arnay-le-Duc und zum Arrondissement Beaune.
Nachbargemeinden sind Rouvres-sous-Meilly im Nordwesten, Vandenesse-en-Auxois im Norden, Châteauneuf und Bouhey im Nordosten, Crugey und Chaudenay-le-Château im Osten, Chaudenay-la-Ville im Südosten, Painblanc im Süden, Cussy-le-Châtel im Südwesten und Chazilly im Westen. 

## Bevölkerungsentwicklung
| Jahr                       | 1962 | 1968 | 1975 | 1982 | 1990 | 1999 | 2008 | 2015 |
| -------------------------- | ---- | ---- | ---- | ---- | ---- | ---- | ---- | ---- |
| Einwohner                  | 190  | 190  | 216  | 193  | 183  | 172  | 186  | 195  |
| Quellen: Cassini und INSEE |      |      |      |      |      |      |      |      |

## Sehenswürdigkeiten

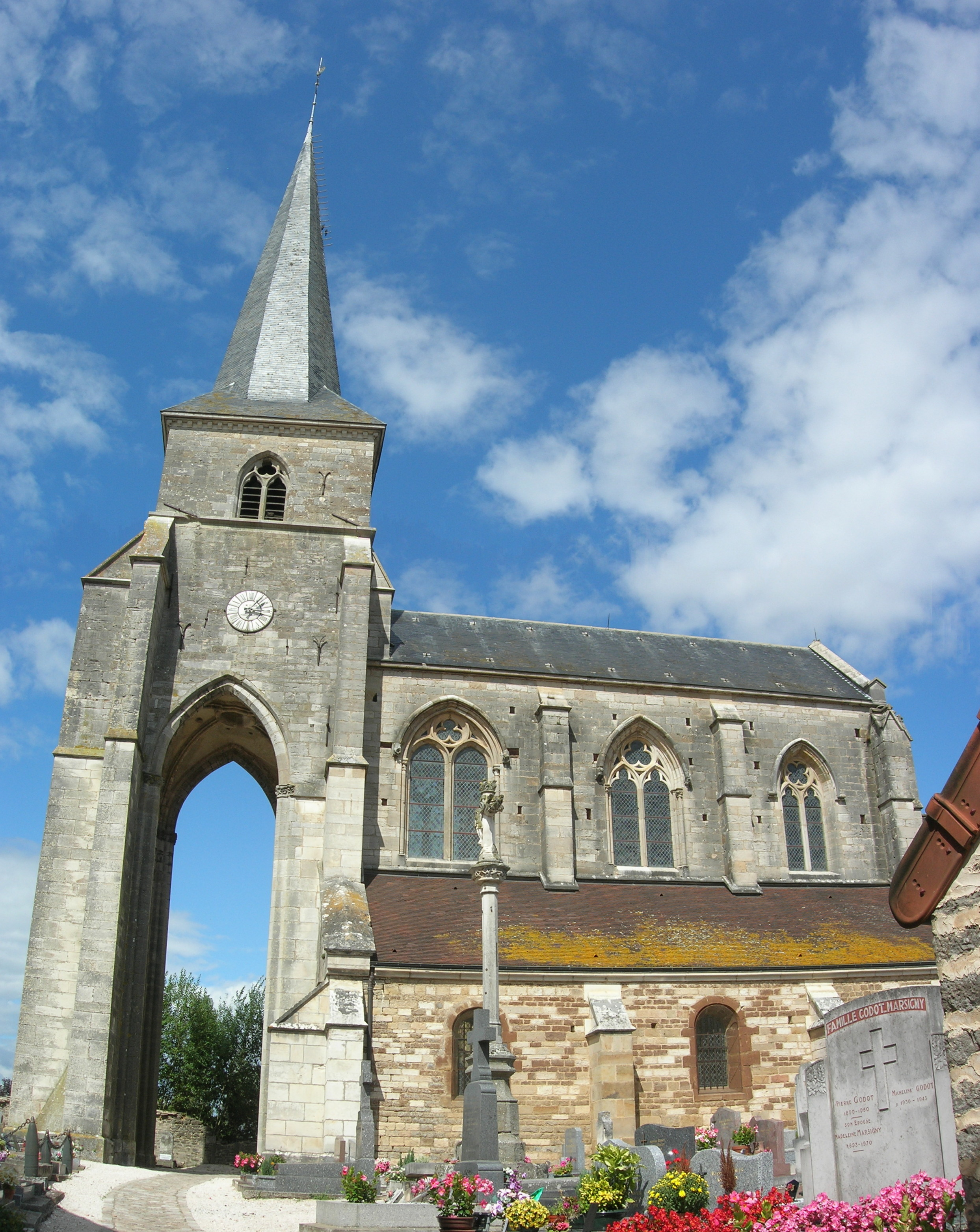
Kirche Sainte-Sabine

- Kirche Sainte-Sabine, Monument historique seit 1910